# Battaglia di Fort Duquesne
La battaglia di Fort Duquesne fu un assalto britannico all'eponima fortezza francese (situata dove poi sorse Pittsburgh) respinto con pesanti perdite il 14 settembre 1758, nel corso della guerra franco-indiana.
L'attacco a Fort Duquesne fece parte di una spedizione britannica su larga scala con 6000 uomini guidati dal generale John Forbes al fine di cacciare i francesi dal conteso territorio dell'Ohio (la parte alta della valle dell'Ohio) aprendosi così la strada per l'invasione del Canada. Forbes ordinò al maggiore James Grant del 1º reggimento Highland di effettuare una ricognizione nella zona con 850 uomini. Quando Grant attaccò la posizione francese i suoi uomini furono accerchiati e in gran parte distrutti dai francesi e dai loro alleati nativi guidati da François-Marie Le Marchand de Lignery. Il maggiore Grant fu fatto prigioniero ed i sopravvissuti britannici si ritirarono velocemente a Fort Ligonier.
Dopo aver respinto l'avanguardia i francesi, abbandonati da qualche disertore indiano ed in netta inferiorità numerica rispetto agli uomini di Forbes che stavano arrivando, fecero saltare in aria i propri magazzini ed appiccarono il fuoco a Fort Duquesne. A novembre i francesi si ritirarono dalla valle dell'Ohio mentre i coloni britannici costruirono Fort Pitt nello stesso luogo.

## Forze britanniche
Forbes comandò tra i 6000 e gli 8000 uomini, compreso un contingente di truppe dalla Virginia guidate da George Washington. Forbes, molto malato, non avanzò con il proprio esercito, ma lo assegnò al proprio secondo in comando, il tenente colonnello Henry Bouquet, ufficiale svizzero al comando di un battaglione del Royal American Regiment. Bouquet autorizzò una ricognizione di Fort Duquesne del maggiore James Grant di Ballindalloch, comandante del 77º reggimento di fanteria (Montgomerie's Highlanders).

## Battaglia
L'11 settembre 1758 Grant guidò oltre 800 uomini in una ricognizione nei dintorni di Fort Duquesne alla testa della colonna principale di Forbes. Bouquet credeva che il fortino fosse difeso da 500 francesi e 300 indiani, troppi per essere attaccati dal distaccamento di Grant. Grant, che giunse nelle vicinanze del fortino il 13 settembre, credeva che ci fossero solo 200 nemici all'interno, e mandò 50 uomini in avanscoperta. Dissero di non aver visto nemici all'esterno della fortezza, diedero alle fiamme un magazzino e tornarono da Grant, a 3 km d distanza.
Il mattino successivo Grant divise i propri uomini in molti gruppi. Una compagnia del 77° col capitano McDonald si avvicinò alla fortezza con rulli di tamburi e pifferi come esca. Altri 400 uomini attendevano per attaccare con un'imboscata il nemico che sarebbe uscito ad affrontare McDonald, e diverse centinaia di soldati della Virginia col maggiore Andrew Lewis erano appostati vicino ai rifornimenti francesi nella speranza di tendere un agguato a chi vi si fosse avvicinato.
Francesi ed indiani erano molto più numerosi di quanto immaginato, e si mossero rapidamente. Sopraffecero McDonald e travolsero il gruppo pronto all'imboscata. Gli uomini di Lewis abbandonarono la loro posizione da imboscata accorrendo in aiuto ma francesi ed indiani avevano occupato un punto sopraelevato e furono obbligati a ritirarsi. Gli indiani usarono la foresta a loro vantaggio. "Nascosti dal fitto fogliame, il loro fuoco pesante e distruttivo non aveva effetto". Nella battaglia combattuta a senso unico tra gli alberi i britannici patirono 342 perdite, di cui 232 del 77°, compreso Grant che fu fatto prigioniero. Degli otto ufficiali del contingente della Virgina di Andrew Lewis, 5 furono uccisi ed 1 ferito, mentre lo stesso Lewis fu catturato. Nonostante tutto molti uomini di Grant fuggirono e si riunirono all'esercito principale di Forbes e Bouquet. I franco-indiani subirono solo 8 morti e 8 feriti.
Una targa presso il tribunale della contea di Alleghany, costruito nel 1901, commemora il luogo della battaglia, e la collina dove fu combattuta si chiama oggi Grant Street, e fa parte di Pittsburgh.

## Ritirata francese
Nonostante i francesi abbiano sconfitto l'iniziale attacco britannico, Lignery capì che i suoi circa 600 uomini non avrebbero potuto difendere Fort Duquesne contro un esercito di oltre 6000 inglesi. Continuarono ad occupare Fort Duquesne fino al 26 novembre, data in cui la guarnigione appiccò un incendio al fortino e partì sfruttando l'oscurità. Quando gli inglesi si diressero alla base della colonna di fumo, si trovarono di fronte una vista terribile. Gli indiani avevano decapitato molti dei prigionieri e ne avevano esposto le teste su picche lungo le mura, mentre i loro kilt erano ammucchiati sotto. I britannici ricostruirono Fort Duquesne, chiamandolo Fort Pitt dal nome del primo ministro inglese William Pitt, il quale aveva ordinato la conquista di questa posizione strategica.

### Fonti primarie
- The Papers of Henry Bouquet : Volume II The Forbes Expedition edito da Donald Kent et al. (1951)
- Writings of General John Cabot Forbes Relating to his Service in North America (1938)
- The Papers of George Washington, Colonial Series, volume 5 October 1757-September 1758 edito da W. W. Abbott et al. (1988)